# Distretto di Hayrabolu
Il distretto di Hayrabolu è uno dei distretti della provincia di Tekirdağ, in Turchia.